# Храм Святого Станислава (Долгиново)
Церковь Святого Станислава (бел. Касцёл Святога Станіслава) — католический храм в агрогородке Долгиново, Минская область, Белоруссия. Относится к Вилейскому деканату Минско-Могилёвского архидиоцеза. Памятник архитектуры, построен в 1853 годах в стиле позднего классицизма. Храм включён в Государственный список историко-культурных ценностей Республики Беларусь.

## История

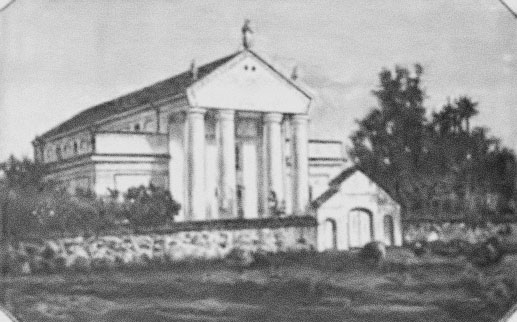
Храм на фото 1896 года

Католический приход в Долгиново основан в 1553 году, в том же году в местечке возведён деревянный костёл. 
В 1610 году священник Исаак Солакай перевёз из Вильно в Долгиново икону Пресвятой Девы Марии. После трёхлетнего пребывания в Долгиново в 1613 году икона была передана бернардинскому монастырю в Будслав, где впоследствии широко прославилась как Будславская икона Божией Матери.
Во время русско-польской войны 1654—1667 годов храм в Долгиново сгорел. В 1660-е годы на средства князя Друцкого-Соколинского была построена новая деревянная церковь. 
В 1704 году Кароль и Ева Друцкие-Соколинские возвели на месте прежнего новый храм, также деревянный. Эта церковь была освящена во имя святого Станислава.
В 1766 году в Долгинове была униатская церковь.
В начале XIX века храм сгорел во время пожара, некоторое время роль приходского костёла выполняла маленькая часовня. 
В 1853 году на средства прихожан было возведено каменное здание храма, существующее поныне .
В XIX веке число прихожан храма превышало 5000 человек,
В 1886 году настоятелем Долгиновского прихода был ксендз Антоний Коленда.
В 1915 году настоятелем Долгиновского костела был Иосиф Жеро, который являлся также деканом Вилейского деканата, викарным ксендзом -был Иосиф Байко. 
Накануне Второй мировой войны число прихожан составляло около 7200 человек
В годы Великой Отечественной войны настоятель храма Казимир Дорошкевич помогал евреям скрываться от нацистов. В 1965 году о. Дорошкевич был убит бандитами, храм остался без священника, но прихожанам удалось отстоять церковь от закрытия. Люди собирались в церкви для совместной молитвы без священника, а в 90-е годы XX века нормальное функционирование церкви было восстановлено.

## Архитектура

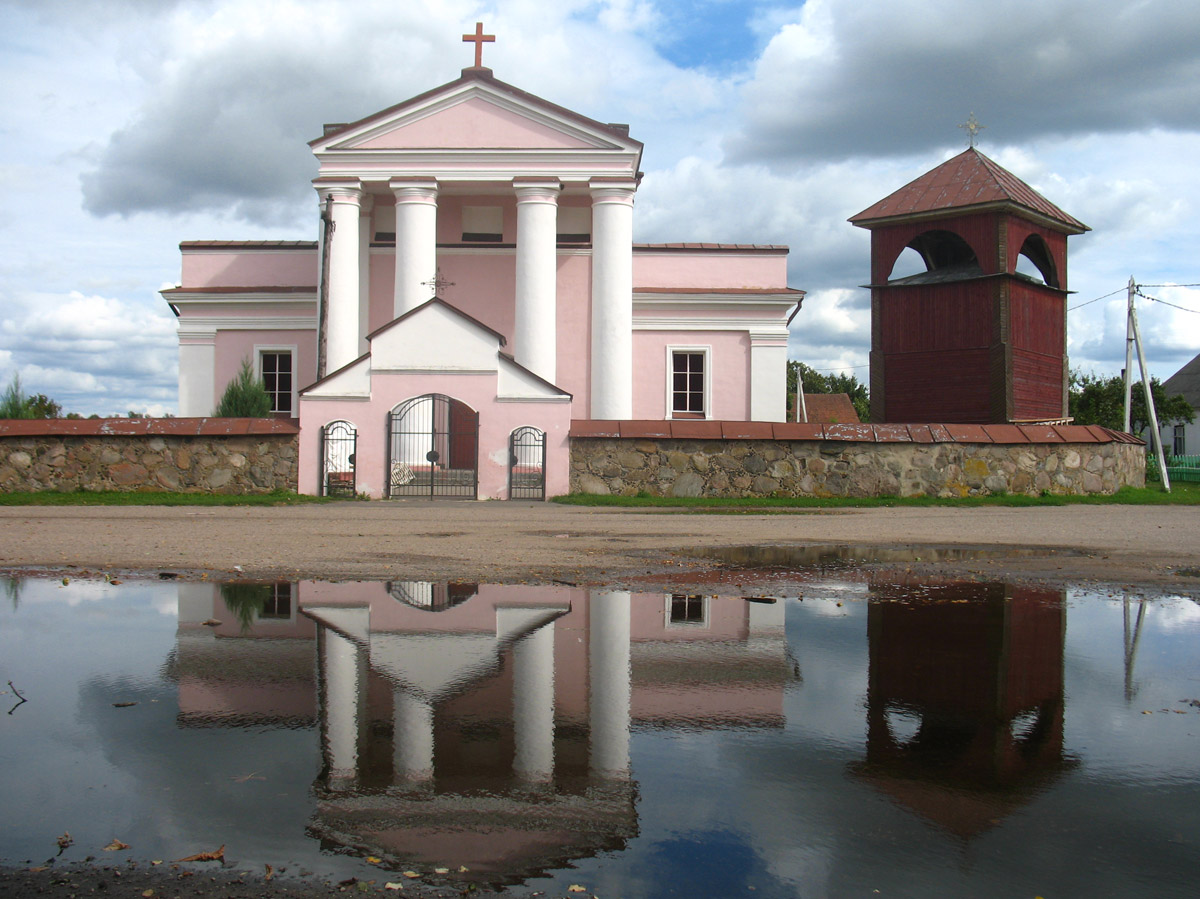
Фасад, ворота и колокольня

Храм св. Станислава трёхнефный, базиликального типа, без башен, с высокой полукруглой апсидой. Композиция здания — симметричная. Главный фасад оформлен мощным портиком с четырьмя колоннами дорического ордера. Портик завершён треугольным фронтоном, над которым укреплён крест. Фасады членятся угловыми плоскостными пилястрами, опоясаны развитым многослойным карнизом. Прямоугольные оконные проёмы отделаны профилированными наличниками.
Пространство поделено на три нефа четырьмя колоннами, высота боковых нефов меньше высоты главного. Всего в храме 5 алтарей, главный алтарь выполнен в стиле классицизма. Над нартексом расположены хоры с органом. Декор интерьера содержит черты стиля рококо.
Справа от храма находится отдельно стоящая деревянная одноярусная колокольня. Колокольня квадратная в плане, завершена покатой, четырёхскатной крышей. Церковная территория обнесена каменной оградой, центральный вход выполнен в виде трёхарочных ворот в ограде.